# Nikołaj Szamow
Nikołaj Iwanowicz Szamow, ros. Николай Иванович Шамов (ur. 22 sierpnia 1936 w Moskwie) – radziecki skoczek narciarski.
Trzykrotnie brał udział w igrzyskach olimpijskich, w 1956 w Cortinie d’Ampezzo (16. miejsce), w 1960 w Squaw Valley (10. miejsce) i w 1964 w Innsbrucku (36. miejsce na skoczni normalnej). Jego największym sukcesem jest zajęcie drugiego miejsca w klasyfikacji generalnej 6. Turnieju Czterech Skoczni (był siódmy w Oberstdorfie, drugi w Garmisch-Partenkirchen, dziewiąty w Innsbrucku i szósty w Bischofshofen). Dwa lata wcześniej, w 4. Turnieju Czterech Skoczni zajął trzecie miejsce (w Oberstdorfie nie startował, 8. miejsce w Ga-Pa, 4. miejsce w Innsbrucku i 6. miejsce w Bischofshofen).